# Émirat de Multan
L'Emirat de Multan était un royaume médiéval, dans le Pendjab dans le Sous-continent indien. Le royaume était centré sur la ville de Multan et était voisin de l’Emirat de Mansura tenu par les Habbarides.
Il fut conquis par les Ghaznévides en 1010.